# Simpernäs
Simpernäs (estniska: Tahkuna nina) är en udde på Dagö i västra Estland. Den ligger i Dagö kommun i landskapet Hiiumaa (Dagö), 130 km väster om huvudstaden Tallinn. 
Simpernäs ligger på Taknenäset (Tahkuna poolsaar) och utgör Dagös nordligaste spets. Österut ligger udden Lõimandi nina och sydväst ligger bukten Meelste laht. På platsen ligger fyren Tahkuna tuletorn.
Runt Simpernäs är det mycket glesbefolkat, med 3 invånare per kvadratkilometer. Udden tillhör byn Tahkuna. Närmaste större samhälle är länshuvudorten Kärrdal, 14,1 km sydost om Simpernäs.

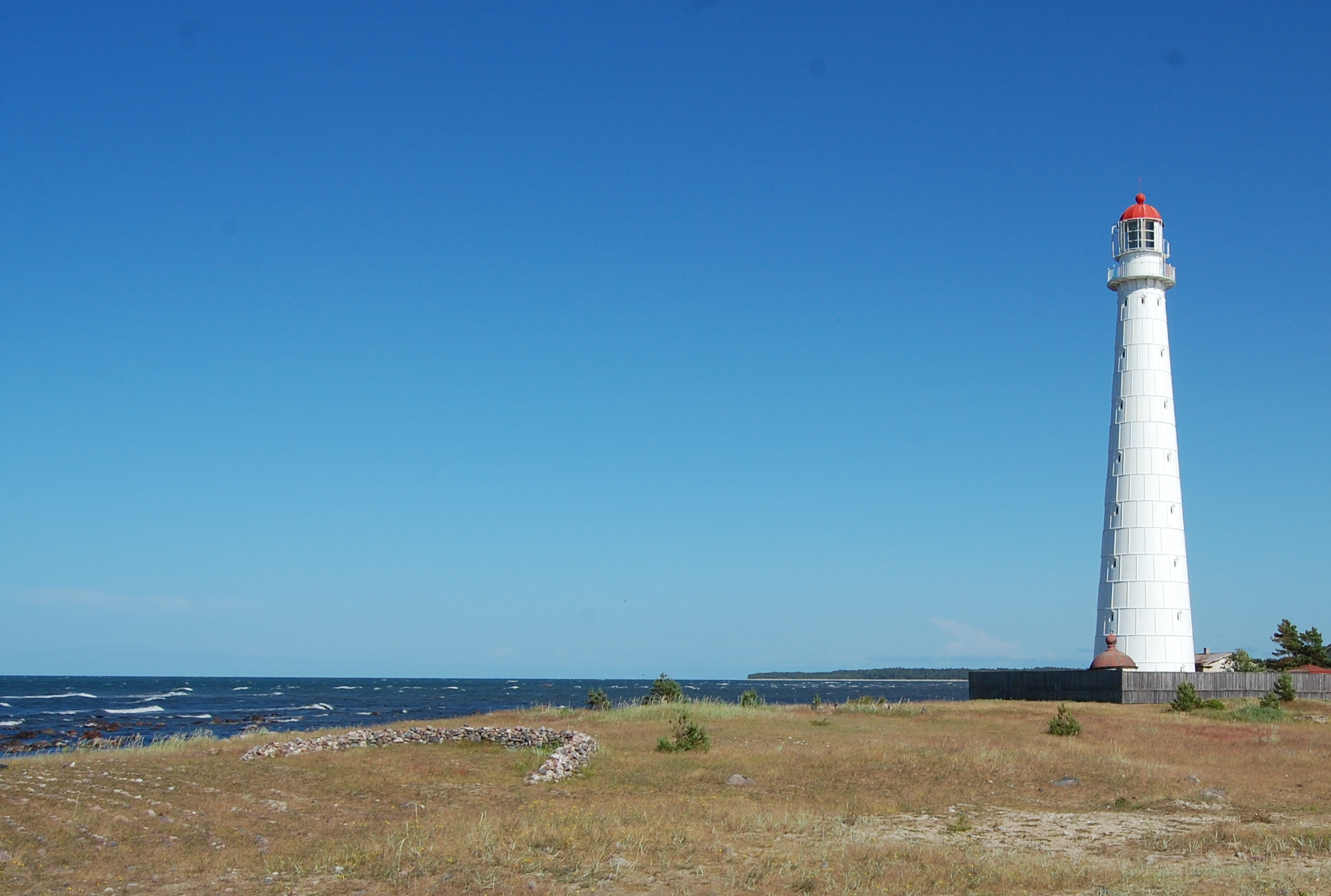
Fyren Tahkuna tuletorn 2013.